# ارنست هوفشمیت
ارنست هوفشمیت (آلمانی: Ernst Hufschmid; ۴ فوریهٔ ۱۹۱۳ – ۳۰ نوامبر ۲۰۰۱) بازیکن و مربی فوتبال اهل سوئیس بود.
از باشگاه‌هایی که در آن بازی کرده‌است می‌توان به باشگاه فوتبال بازل اشاره کرد.
وی همچنین در تیم ملی فوتبال سوئیس بازی کرده‌است.